# Emblema d'Algèria
L'emblema o segell d'Algèria és el símbol que fa servir el govern com a senyal identificatiu de l'Estat algerià. No és considerat un escut d'armes en estar totalment allunyat de les normes heràldiques tradicionals. En la seva forma actual, fou adoptat el 1976.
Es tracta d'un emblema circular que té com a element principal la mitja lluna minvant i l'estrella de cinc puntes vermelles que hi ha també al centre de la bandera estatal, símbol de l'islam. Al damunt, una hamsa o mà de Fàtima, símbol tradicional que ja apareixia en l'emblema anterior de 1971, amb uns rams d'olivera a la part inferior. Darrere la mà hi ha una representació de les muntanyes de l'Aurès i de la Cabília, damunt les quals apareix un sol ixent, símbol de la nova era independent.
A l'esquerra de la mà, un ram de llorer, una branca fruitada d'olivera i una representació de l'alcassaba d'Alger, la xemeneia d'una fàbrica i un pou de petroli, símbols respectivament de la victòria contra el colonialisme francès, la Mediterrània i els amazics, l'escenari de les revoltes prèvies a la independència i la indústria. A la dreta de la mà, una urna electoral, símbol de democràcia, i tres espigues de blat i unes fulles de roure, al·lusives a la riquesa agrícola i forestal.
Tot al volt figura el nom oficial de l'Estat en àrab: الجمهورية الجزائرية الديمقراطية الشعبية, al-Jumhūriyya al-Jazāʾiriyya ad-Dīmuqrāṭiyya ax-Xaʿbiyya, ‘República Algeriana Democràtica i Popular’.

## Escuts usats anteriorment

Escut heràldic durant la dominació francesa (1830-1962)
Escut heràldic de l'Algèria independent (1962-1971)
Primer emblema d'Algèria (1971-1976)